# Paul de Arzila
Paul de Arzila este o arie protejată (sit de importanță comunitară — SCI) din Portugalia întinsă pe o suprafață de 651,68 ha, integral pe uscat.

## Localizare
Centrul sitului Paul de Arzila este situat la coordonatele 40°10′09″N 8°33′18″W / 40.1693°N 8.555°V.

## Înființare
Situl Paul de Arzila a fost declarat sit de importanță comunitară în iunie 1997 pentru a proteja 51 de specii de animale.

## Biodiversitate
Situată în ecoregiunea mediteraneană, aria protejată conține 10 habitate naturale: Ape stătătoare oligotrofe până la mezotrofe, cu vegetație de Littorelletea uniflorae și/sau de Isoëto-Nanojuncetea, Lacuri eutrofice naturale cu vegetație de tip Magnopotamion sau Hydrocharition, Râuri cu maluri nămoloase cu vegetație de Chenopodion rubri p.p. și Bidention p.p., Pajiști uscate europene, Liziere de ierburi înalte hidrofile de câmpie și de nivel montan până la alpin, Păduri aluvionare cu Alnus glutinosa și Fraxinus excelsior (Alno-Padion, Alnion incanae, Salicion albae), Păduri de stejar galițio-portugheze cu Quercus robur și Quercus pyrenaica, Păduri iberice de Quercus faginea și Quercus canariensis, Galerii de Salix alba și de Populus alba, Păduri de Quercus suber.
La baza desemnării sitului se află mai multe specii protejate:
- păsări (42): lăcar mare (Acrocephalus arundinaceus), pitulice de apă (Acrocephalus paludicola), lăcar-de-rogoz (Acrocephalus schoenobaenus), lăcar-de-lac (Acrocephalus scirpaceus), ciocârlie-de-câmp (Alauda arvensis), pescăruș albastru (Alcedo atthis), rață sulițar (Anas acuta), rață pitică (Anas crecca), rață mare (Anas platyrhynchos), fâsă de luncă (Anthus pratensis), fâsă de pădure (Anthus spinoletta), fâsă de pădure (Anthus trivialis), stârc roșu (Ardea purpurea), caprimulg (Caprimulgus europaeus), erete de stuf (Circus aeruginosus), cuc (Cuculus canorus), șoim călător (Falco peregrinus), muscar negru (Ficedula hypoleuca), becațină comună (Gallinago gallinago), Hippolais polyglotta, rândunică (Hirundo rustica), stârc pitic (Ixobrychus minutus), sfrâncioc cu cap roșu (Lanius senator), grelușel-de-zăvoi (Locustella luscinioides), privighetoare (Luscinia megarhynchos), gușă albastră (Luscinia svecica), gaia neagră (Milvus migrans), codobatură de munte (Motacilla cinerea), codobatura galbenă (Motacilla flava), muscar sur (Muscicapa striata), stârc de noapte (Nycticorax nycticorax), pietrar sur (Oenanthe oenanthe), pitulice de munte (Phylloscopus bonelli), pitulice-fluierătoare (Phylloscopus trochilus), Porphyrio porphyrio, lăstun de mal (Riparia riparia), turturică (Streptopelia turtur), graur (Sturnus vulgaris), silvie de zăvoi (Sylvia borin), silvie de câmp (Sylvia communis), sturz-cântător (Turdus philomelos), nagâț (Vanellus vanellus)
- amfibieni (1): Discoglossus galganoi
- mamifere (1): vidră de râu (Lutra lutra)
- nevertebrate (2): fluturele auriu (Euphydryas aurinia), rădașcă (Lucanus cervus)
- pești (3): Chondrostoma polylepis, Cobitis paludica, Rutilus macrolepidotus
- reptile (2): Lacerta schreiberi, Mauremys leprosa

Pe lângă speciile protejate, pe teritoriul sitului au mai fost identificate 2 specii de plante, 4 specii de amfibieni, 2 specii de mamifere, 2 specii de pești, 2 specii de reptile.